# Slave to the Empire
Slave to the Empire è un album in studio del gruppo musicale statunitense T & N, pubblicato il 19 ottobre 2012 dalla Rat Pak Records.

## Tracce
1. Slave to the Empire – 4:40 (George Lynch, Jeff Pilson)
2. Sweet Unknown – 5:42 (Lynch, Pilson)
3. Tooth and Nail – 3:36 (Lynch, Pilson, Mick Brown)
4. It's Not Love – 5:49 (Don Dokken, Lynch, Pilson, Brown)
5. Rhythm of the Soul – 5:36 (Lynch, Pilson, Brian Tichy)
6. When Eagles Die – 6:02 (Lynch, Pilson)
7. Into the Fire – 6:32 (Dokken, Lynch, Pilson)
8. Alone Again – 4:28 (Dokken, Pilson)
9. Mind Control – 5:20 (Lynch, Pilson, St. John, Oni Logan)
10. Kiss of Death – 5:50 (Dokken, Lynch, Pilson)
11. Jesus Train – 5:50 (Lynch, Pilson)
12. Access Denied – 6:40 (Lynch, Pilson, Tichy)

## Formazione
- Jeff Pilson – voce, basso, chitarra acustica, tastiere
- George Lynch – chitarre
- Mick Brown – batteria (tracce 3, 4, 7, 8, 10)

### Altri musicisti
- Brian Tichy – batteria (tracce 1, 2, 5, 6, 9, 10, 11)
- Doug Pinnick – voce in Tooth and Nail
- Robert Mason – voce in It's Not Love
- Sebastian Bach – voce in Alone Again
- Tim "Ripper" Owens – voce in Kiss of Death